# KTX 강릉선 탈선사고
KTX 강릉선 탈선사고(KTX 江陵線脫線事故)는 2018년 12월 8일 오전 7시 30분에 강릉역을 출발해 서울역으로 가던 강릉선 KTX 806 열차(KTX-산천 408호기)가 탈선하여 열차가 파손됨과 동시에, 16명의 부상자가 발생한 사건이다.

## 원인
한국철도공사는 기온 하강에 따른 선로 문제로 원인을 추정했지만, 초동 조사 결과 '신호제어 시스템 오류'로 진단했다. 탈선 직전 강릉역, 한국철도공사 관제센터에서 KTX 강릉선과 영동선이 나뉘는 남강릉분기점 일대 신호제어시스템에 오류 신호가 포착됐기 때문이었다. 오류 정비를 위해 현장에 투입되는 사이 뒤 따르던 열차가 선로에 진입하며 탈선 사고가 난 것으로 파악하고 있었다. 신호제어시스템 오류를 정확한 원인이라고 판단하기는 이른 만큼 관계기관의 정밀조사를 통해 사고 원인을 파악 중이다.

## 사고 여파
이 사고의 여파로, 당시 오영식 한국철도공사 사장은 2018년 12월 11일에 전격 사퇴했다.
사고 열차인 KTX-산천 408호기는 경기도 고양시 덕양구 행신동에 있는 수도권철도차량정비단으로 회송됐다. 사고 책임을 두고 한국철도공사와 국가철도공단 사이에서 공방이 진행되는 와중에, 수도단 한켠에 유치되어 있었던 408호기는 수리되지 못한 채 결국 2023년에 폐차되고 말았다.

## 같이 보기
- 강릉선 KTX
- 경강선